# 陈光志
陈光志（1954年8月—），男性，汉族，四川成都人。1970年1月参加工作，1979年7月加入中国共产党。中共中央党校政治经济学专业研究生学历。中共十五大、十六大、十七大、十八大代表。中华人民共和国政治人物。

## 生平
1992年2月，陈光志出任中共新津县县委书记、期间兼任县人民政府县长；主政新津县期间，因政績突出，於1995年獲得中共中央組織部表彰為「全國優秀縣委書記」。
离开新津县后，陈光志出任中共四川省委办公厅副主任；1998年，获四川省人民政府任命为中共资阳地委副书记、行署专员，2000年，升任中共资阳地委书记，同年，因资阳撤地建市，转任该市党委书记。
2003年1月，任四川省经贸委主任。2004年2月，任四川省国资委主任。2006年6月，任中共四川省委统战部部长。2008年1月，当选为四川省政协副主席、中共四川省委统战部部长。2009年1月，任中共四川省委常委、统战部部长，同时兼任省委秘书长。2012年9月，不再兼任中共四川省委统战部部长。2015年2月，出任四川省人大常委会党组书记、副主任，同年4月，不再担任中共四川省委常委。
2015年1月25日，四川省第十二届人大常委会第十四次会议补选陈光志为第十二届全国人民代表大会代表。2018年2月24日，当选为第十三届全国人大代表，任期5年。卸任四川省人大常委会副主任后，陈氏转任中共四川省委、四川省人民政府决策咨询委员会主任。